# Венерина мухоловка
Венерината мухоловка (Dionaea muscipula) е вид двусемеделно растение от семейство Росянкови (Droseraceae), единствен представител на род Дионея (Dionaea). То е ендемит за крайбрежните части на щата Северна Каролина, САЩ. Вирее в оскъдни на хранителни вещества песъчливи почви с високо ниво на подпочвени води – висока влажност и се нуждае от интензивна осветеност.

## Описание
Венерината мухоловка е малко растение, чиято структура може да бъде описана като розетка от четири до седем листа, излизащи от подземно грудкоподобно стъбло. Всяко стъбло може да достигне от три до десет сантиметра в зависимост от сезоните. По-дългите листа завършващи с капанчета се появяват след цъфтежа. Едрите бели цветове са събрани във връхни съцветия. Плодовете са в кутийка, която се разпуква неравномерно, запълнена с десетки блестящи черни семенца, обгърната от пожълтелите венчелистчета. Добре развитите екземпляри венерина мухоловка могат да преживеят временно затопляне и засушаване без растението да се увреди.

## Механизъм на затваряне на капанчетата
Венерината мухоловка е член на малка група растения, способни на бързо движение на листата при стимулация на чувствителните им влакънца като Мимозата, Codariocalyx motorius, Utricularia.
Механизмът на затваряне на капанчетата е в сложна зависимост от взаимодействие между тяхната еластичност, тургор и големината на растението. В нормално състояние капанчетата са разтворени широко, а в затворено формират кухина, изходът от която е препречен от влакънцата, обрамчващи капанчетата. При стимулация на тези влакънца, в резултат на движението на калциевите йони се получава електрически импулс, който се разпространява по листото и стимулира клетките в краищата и средата на капанчето. Има две алтернативни хипотези за ефекта на този импулс. Първата теория е изложена от Е.В. Граве през 1958 г. и обяснява механизма на затваряне на капанчетата с двигателна стимулация чрез предаване на електрически импулс през листата, породен от допира им, вследствие на което протичат процеси, които се наблюдават при предаване на дразнение в нервно-мускулния апарат на животните. Клетките отделят хидроксилни йони, които предизвикват разхлабването и подуването им по осмотичен път, което предизвиква затварянето на капанчето.
Според втората хипотеза, веществата, извличани чрез жлезите от телата на насекомите са източник на химичен дразнител, предизвикващ затварянето на капанчетата. Клетките във вътрешния слой на крайната и средна част на листата отделят йони, също и вода в резултат на осмоза, което води до колапс и затварянето на капанчето. Ако жертвата не може да се освободи, тя продължава да стимулира вътрешната повърхност на листата, предизвиквайки увеличаване обема на клетките. Постепенно краищата на листата прилепват плътно, капанчето е затворено и оформя малко стомахче, в което протича процес на храносмилане. Вътрешността на капанчетата е осеяна с малки, червени жлези, отделящи храносмилателни ензими. Катализатор са ферменти и мравчена киселина, които се отделят от жлезите по ръба на капанчетата. Храносмилането отнема приблизително десет дни, след което от насекомото остава само празната хитинова обвивка. След това капанчето се отваря и е готово да примамва нови жертви. През целия живот на капанчето в него средно попадат три насекоми. Никога не трябва да се провокира умишлено затваряне на капанчетата, чрез симулиране на хранене – докосване на вътрешността на капанчетата, тъй като това много отслабва растението.

## Отглеждане
Венерината мухоловка се нуждае от ярка, но не пряка светлина. Трябва да се предпазва от директните слънчеви лъчи и сухия въздух.
При стайни условия отглеждането на венерината мухоловка е по-трудно, но не невъзможно. Отглеждащите дионеи твърдят, че в стайни условия те имат кратък живот, но това е по причина на грешките, които допускат любителите на екзотични растения. Ако се отглежда правилно, може да живее много дълго и да се размножава. Най-важното е влажността. Почвата трябва да е мокра, а въздуха около нея – с висока влажност също. За целта е най-добре растението да се отглежда в палудариум, терариум или аквариум с по-голям размер. Водата трябва да е мека – дъждовна, преварена или в краен случай дестилирана. Може да се използва и само филтрирана, но в този случай живота на венерината мухоловка е много кратък. Важно е водата в съда, в който е растението, да не застоява дълго. Може да се полива и от долната страна и от горната от където излизат сълбчетата.
Дионеята предпочита умерените температури, не по-високи от 22 °C, ако в помещението температурите достигнат 30 °C, дионеята спира да расте и впоследствие много трудно се възстановява естественото и състояние. В нормални условия дионеята расте при температури от порядъка на 40 °C, но въпреки високите температури на въздуха, почвата остава по-хладна.
През зимата настъпва период на покой, растенията преустановяват растеж, но е необходимо да се поддържа постоянна влажност.

### Хранене
Най-голямата грешка при отглеждането на венерината мухоловка е че отглеждащите започват да хранят дионеите. Всъщност това унищожава растението – то трябва само да ловува. Ако се прецени, че растението гладува, може да се подхрани с бульон от рибно или костно брашно, но трябва да се полива само почвата.

### Почва
Като повечето литофитни насекомоядни, венерината мухоловка расте в почви с недостатъчно азот каквито са блатните. Малкото количество азот е причина за появата на капанчетата – насекомите, които се улавят в тях са източник на азот, необходим за синтеза на протеини. Почвата трябва да бъде лека, нехранителна, рехава. Обикновено за субстрат се използват три части сфагнум и една част перлит. Може да се отглежда и само в сфагнум.